# Saint-Pourçain-sur-Sioule
Saint-Pourçain-sur-Sioule er en fransk by og kommune beliggende i departementet Allier i Auvergne-Rhône-Alpes-regionen. I januar 2010 var der 4.987 indbyggere.
I højmiddelalderen blev byen kaldt Saint-Pourçain les tonnelles. Under Den Franske Revolution blev den omdøbt Mont-sur-Sioule. Det nuværende navn kom i 1816.